# Sundarijal
Sundarijal es un pueblo ubicado en el distrito de Katmandú, provincia de Bagmati, Nepal.

## Superficie
Cuenta con una superficie de 35,2 kilómetros cuadrados.

## Demografía
Datos hasta 2015
- Población: 6189 habitantes.[1]
- Densidad de población: 175,6 habitantes por kilómetro cuadrado.[1]
- Población masculina: 3038 (49,1%).[1]
- Población femenina: 3151 (50,9%).[1]